# Andrenosoma arachnoides
Andrenosoma arachnoides är en tvåvingeart som först beskrevs av Jacques-Marie-Frangile Bigot 1878.  Andrenosoma arachnoides ingår i släktet Andrenosoma och familjen rovflugor. Inga underarter finns listade i Catalogue of Life.